# Orthotomus samarensis
El sastrecillo de Samar (Orthotomus samarensis) es una especie de ave paseriforme de la familia Cisticolidae endémica de Filipinas.

## Distribución y hábitat
Se encuentra en algunas de las islas Bisayas: Samar, Leyte y Bohol, en el centro de Filipinas. Su hábitat natural son los bosques húmedos tropicales de tierras bajas. Está amenazado por la 
pérdida de hábitat.